# Asesinatos de Burke y Hare

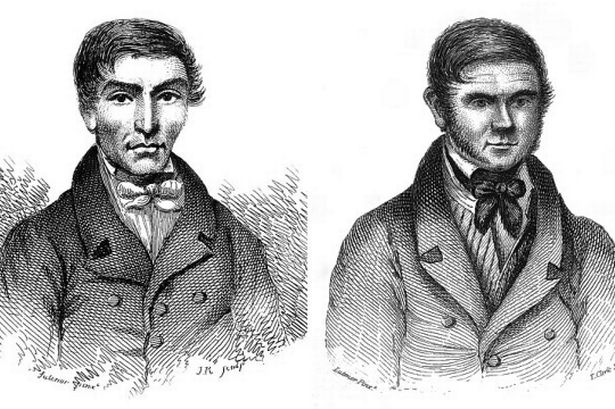
William Burke y William Hare.

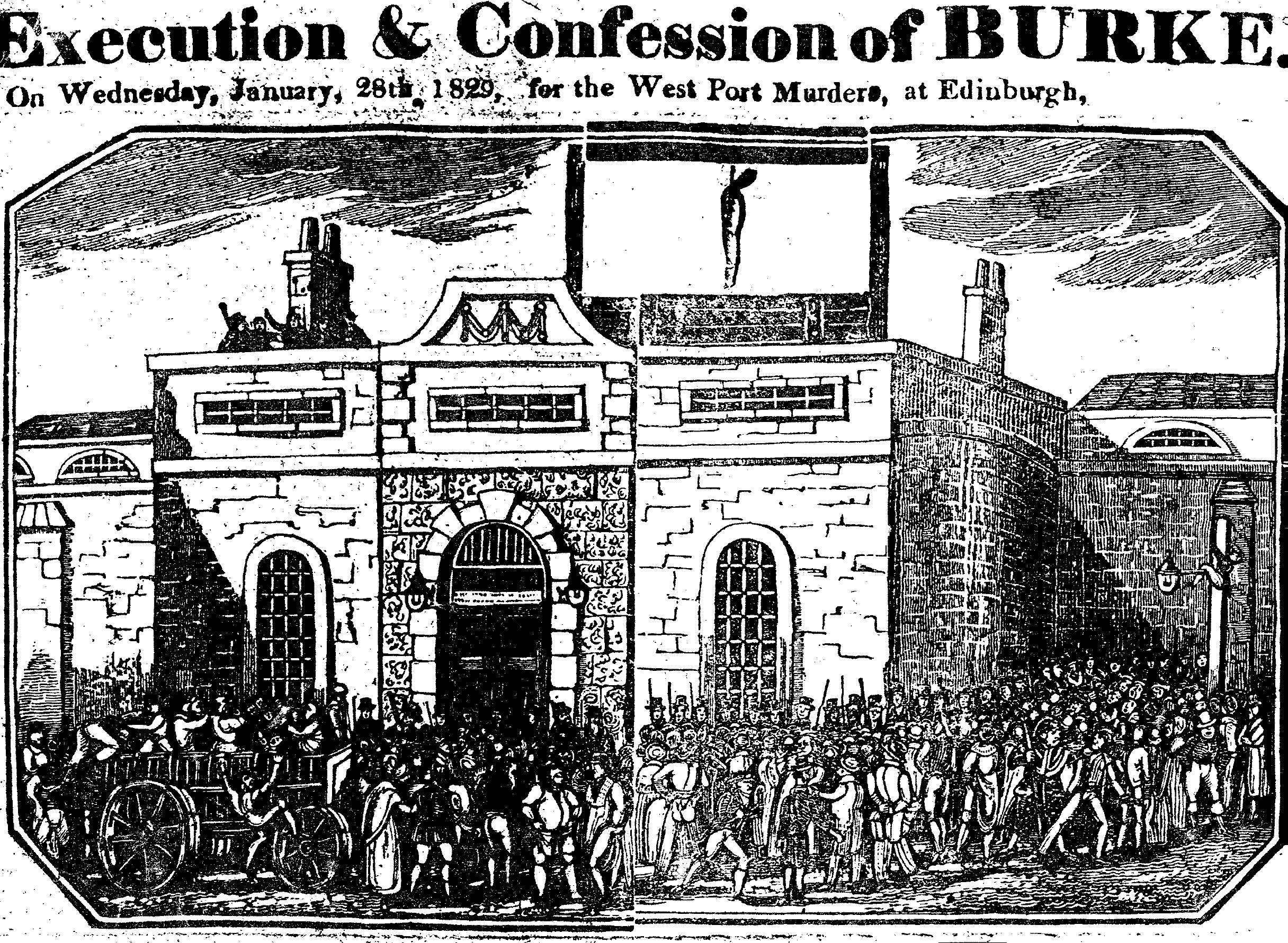
Ejecución de William Burke en Lawnmarket, Edimburgo, el 28 de enero de 1829; imagen tomada de un periódico de la época.

Los asesinatos de Burke y Hare (también conocidos como los asesinatos de West Port) fueron una serie de asesinatos cometidos en Edimburgo (Escocia), desde noviembre de 1827 y hasta el 31 de octubre de 1828. Estos asesinatos fueron atribuidos a los inmigrantes irlandeses William Burke (1792-1829) y William Hare (1792 o 1804 -?), quienes vendieron los cadáveres de sus 16 víctimas como material de disección. Su comprador fue el doctor Robert Knox, un investigador privado de anatomía que daba clases a alumnos de la Escuela de Medicina de Edimburgo (Edinburgh Medical College).
Entre sus posibles cómplices se cuentan la amante de Burke, Helen McDougal, y la esposa de Hare, Margaret Laird. De este método de matar dejando un mínimo de trazas, en lengua inglesa ha quedado la palabra "burking", que significa matar comprimiendo el pecho de la víctima hasta asfixiarla; como se puede ver, este término deriva del nombre de uno de los asesinos. En un sentido más general, ese mismo término significa matar a alguien de una manera segura y sin un exagerado esfuerzo. Lo cierto es que el método de ejecución de estos asesinos era muy simple: mientras uno de ellos sujetaba a la víctima por detrás, el otro, con una mano, le colocaba los dedos índice y medio en los orificios nasales, mientras con el pulgar debajo de la barbilla le impedía abrir la boca, lo que asfixiaba a la víctima en poco tiempo.
Respecto de este curioso procedimiento de eliminación de las víctimas empleado por William Burke, se ha indicado: "...La maniobra de estrangulación practicada por este ultimador pasaría a la historia forense con el calificativo del 'Método Burke'..."
La historia de estos asesinos marcó un antes y un después en la cultura popular británica en lo que se refiere a casos policiales.

## Contexto histórico

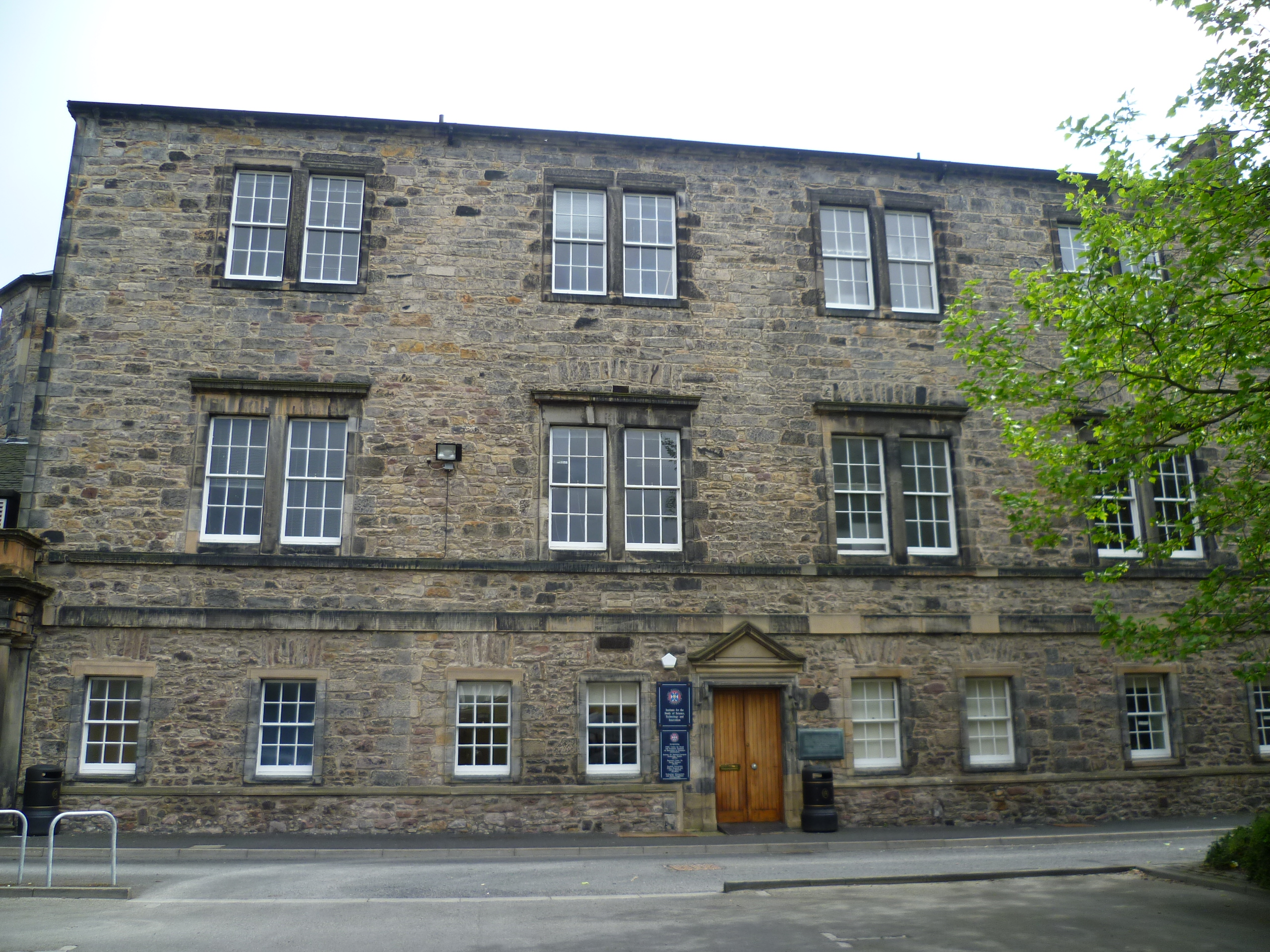
Edificio de la antigua Edinburgh Royal Infirmary. Una placa en la entrada declara que el famoso cirujano Joseph Lister fue allí el responsable de las salas entre 1869 y 1877.

Hasta 1832, hubo una gran escasez de cadáveres legalmente disponibles para la investigación médica en las escuelas de medicina británicas. La Universidad de Edimburgo era por entonces una institución de fama mundial por la calidad de su preparación. A medida que la ciencia médica florecía a principios del siglo XIX, la demanda de cadáveres aumentó rápidamente, pero por entonces el único suministro legal de cadáveres - los de criminales ejecutados - disminuyó considerablemente debido a una reducción de las ejecuciones causada, entre otras cosas, por la revocación del llamado «Código sangriento» o «Bloody Code», así como por otros cambios en prácticas y en leyes.
En realidad, este proceso de adecuación de las leyes en cuanto a la pena capital fue gradual. En 1808 se quitó la pena de muerte para los arrebatadores y delincuentes menores, comenzando un proceso de reforma que continuó durante los próximos 50 años. En 1823 se ampliaron las posibilidades para conmutar o aplazar las penas de muerte para muchos crímenes capitales, excepto traición y asesinato, y esto redujo el número de ejecuciones capitales en dos tercios. La exhibición pública de cadáveres ejecutados (como advertencia) fue suprimida también en 1832, y colgar en cadenas fue suprimido en 1834. Lo cierto es que en un período breve de tiempo, como resultado se tuvo que sólo había dos o tres cuerpos disponibles cada año para un gran número de estudiantes, situación que atrajo a delincuentes que buscaban ingresos como fuera. Las actividades de los ladrones de cuerpos (también conocidos como «resurrectores» o «resureccionistas») dieron lugar al miedo y repugnancia por parte de la opinión pública, motivo por el cual numerosos cementerios aumentaron su seguridad, levantando muros y puestos de vigilancia, e incluso colocando rejas alrededor de las tumbas.

"Up the close and down the stair, But and Ben with Burke and Hare. Burke’s the butcher, Hare’s the thief, Knox, the boy who buys the beef".
Canción popular de Edimburgo del siglo XIX: "En el desván y bajo la escalera, But y Ben con Burke y Hare. Burke es el carnicero, Hare es el ladrón, Knox el chico que compra el filete".

"Ningún otro país en el mundo, tiene tantos delitos penados a muerte por la ley."
Sir Samuel Romilly, en su discurso sobre la pena de muerte en la Cámara de los Comunes en 1810.

Informaciones varias: "Conocida con el nombre de «código sangriento», en su punto de apogeo había 220 situaciones pasibles de la pena capital, y entre otras, 'vivir en compañía de gitanos durante un mes', 'existencia de pruebas concluyentes de una naturaleza malsana en niños de 7 a 14 años', 'cometer un crimen con la cara oculta o habiéndose disfrazado'. Muchas de estas disposiciones más o menos absurdas fueron introducidas principalmente para proteger bienes y vidas de la clase rica que rápidamente emergía, especialmente hacia fines del siglo XVIII y principios del siglo XIX. Un ejemplo a destacar es la llamada 'Black Act' de 1723 (título extendido de la misma en el idioma original inglés: 'An Act for the more effectual punishing wicked and evil disposed Persons going armed in Disguise and doing Injuries and Violence to the Persons and Properties of His Majesty's Subject, and for the more speedy bringing the Offenders to Justice'), que definió 50 crímenes capitales, entre ellos incluidos casos de robo simple y de caza furtiva no autorizada".

## Burke y Hare

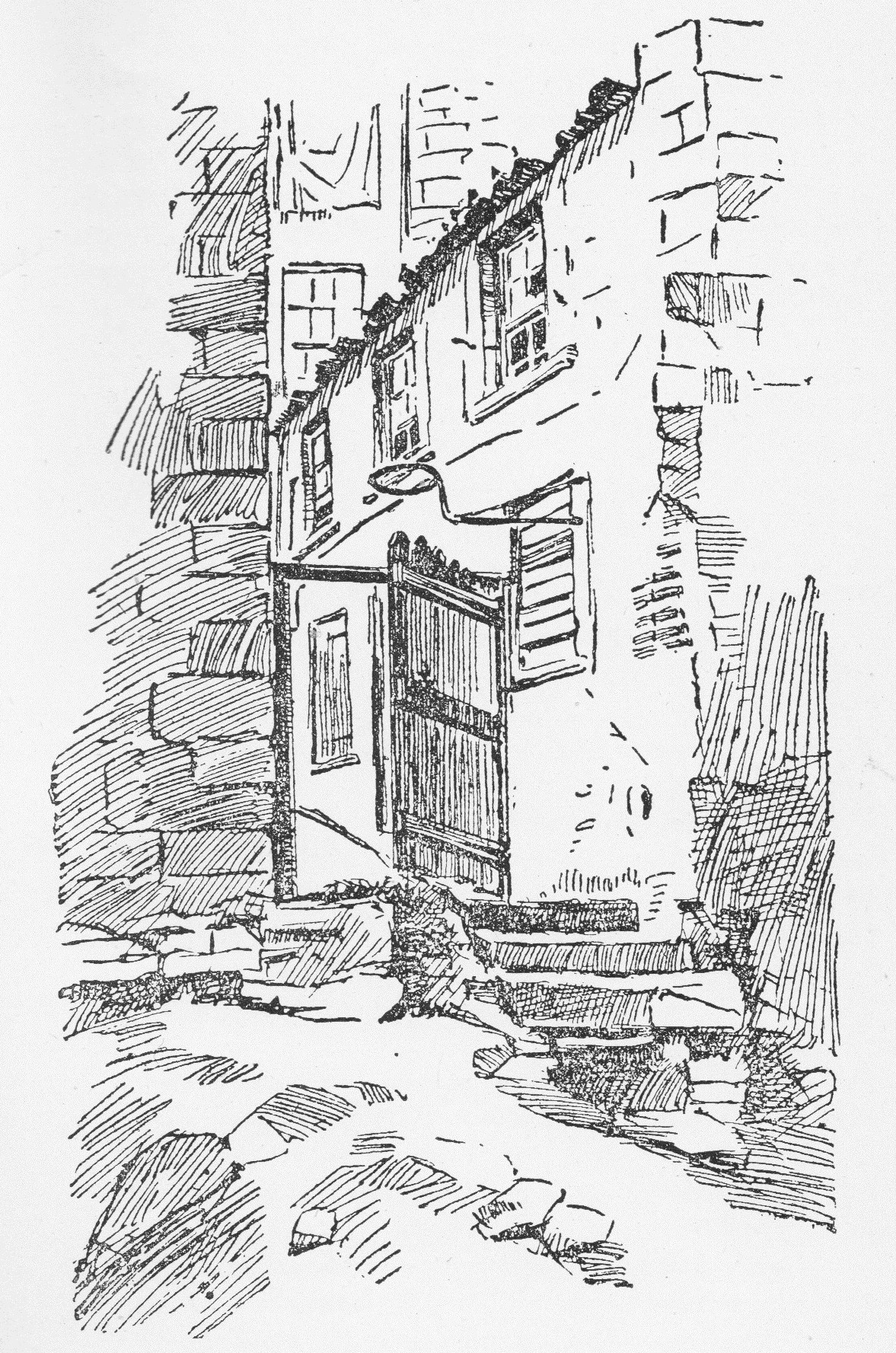
The Hares' lodging-house (Pensión de las Liebres) en West Port, antes de su demolición en 1902.

William Burke (1792 - 28 de enero de 1829) nació en Urney, cerca de Strabane, al oeste del Condado de Tyrone, en la provincia del Úlster (Irlanda). Tras haber probado suerte en numerosos empleos y como sirviente de un oficial en la milicia de Donegal, dejó a su esposa y a sus dos hijos en Irlanda y emigró a Escocia en 1817, donde trabajó en el Canal de la Unión y conoció a Helen McDougal. Burke trabajó sucesivamente como obrero, tejedor, panadero y zapatero.
El lugar de nacimiento de William Hare (nacido en 1792 o 1804) se sitúa en Newry o Derry, en la provincia del Úlster (Irlanda). Como Burke, emigró a Escocia, donde trabajó como obrero en el Canal de la Unión. Se trasladó a Edimburgo, donde conoció a un hombre llamado Logue, que dirigía un hostal en el West Port. A la muerte de Logue en 1826, Hare se casó con su viuda, Margaret Laird, quien siguió dirigiendo el hostal, mientras Hare trabajaba en el canal.

## Los asesinatos
En 1827, Burke y McDougal se mudaron a Tanner's Close, en el West Port, donde se encontraba el hostal de Margaret Laird. Burke conocía a Margaret de sus anteriores viajes a Edimburgo, aunque no se sabe si ya conocía a Hare. Lo cierto es que cuando Burke se mudó a Tanner's Corner, ambos se hicieron buenos amigos. Según el testimonio de Hare, el primer cuerpo que vendieron fue el de un inquilino que murió de causas naturales, un viejo pensionista de la Armada que debía 4 libras de alquiler a Hare. En vez de enterrar el cuerpo, rellenaron el ataúd con tierra y llevaron el cadáver a la Universidad de Edimburgo, en busca de un comprador. De acuerdo con el testimonio de Burke, un estudiante los envió al doctor Robert Knox, un ambicioso anatomista edimburgués, quien compró el cuerpo por 7 libras y 10 chelines.
La siguiente víctima de Burke y Hare fue un inquilino enfermo, Joseph el Molinero, a quien emborracharon con whisky y asfixiaron. Cuando ya no quedaron más inquilinos enfermos, decidieron atraer a alguna víctima de la calle. En febrero de 1828, invitaron a la pensionista Abigail Simpson a pasar la noche en el hostal antes de volver a casa. Una vez más, la emborracharon para luego ahogarla. Recibieron 10 libras.

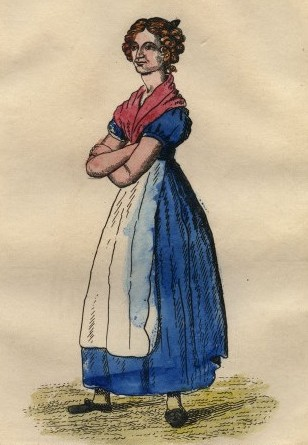
Mary Paterson.

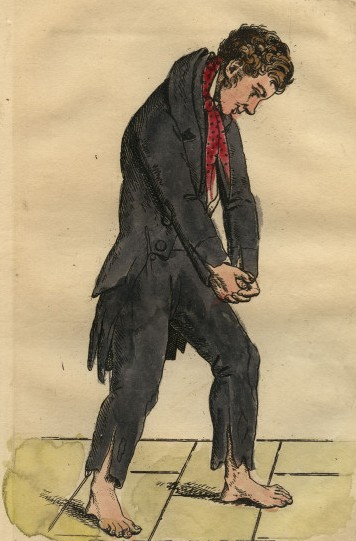
Daft Jamie.

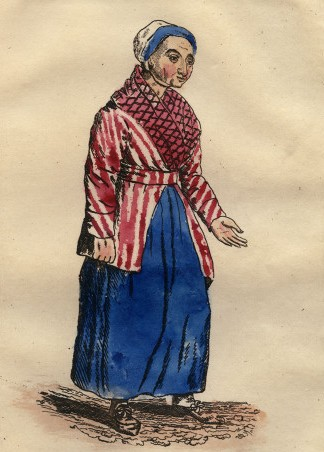
Mrs. Docherty.

Posteriormente, Burke conoció a dos mujeres en la zona de Edimburgo conocida como el Canongate, Mary Paterson y Janet Brown, y las invitó a desayunar, pero Brown se marchó cuando estalló una discusión entre McDougal y Burke. Cuando regresó, le dijeron que Paterson se había ido con Burke; en realidad, había terminado en la sala de disección del doctor Knox. Las dos mujeres eran descritas en crónicas de la época como prostitutas. Más tarde, se dijo que uno de los estudiantes de Knox había reconocido a la difunta Paterson.
La siguiente víctima fue una conocida de Burke, una mendiga llamada Effie. Les pagaron 10 libras por su cuerpo. Más tarde Burke "salvó" a una mujer a la que la policía iba a detener afirmando que la conocía. Envió su cuerpo a la Escuela de Medicina apenas unas horas más tarde. Las siguientes víctimas fueron una anciana y su nieto. Ambos cuerpos fueron vendidos por 8 libras cada uno. Les siguieron una conocida de Burke, la señora Ostler, y un miembro de la familia de Helen, Ann McDougal.
La siguiente víctima fue Elizabeth Haldane, una antigua inquilina que en un momento de necesidad pidió a Hare que le permitiera dormir en su establo. Burke y Hare también mataron a su hija Peggy Haldane unos meses más tarde.
La siguiente víctima de Burke y Hare era aún más conocida: un joven cojo y con discapacidad mental llamado James Wilson y conocido como "el Bobo Jamie" que tenía 18 años cuando fue asesinado. El chico intentó resistirse, y tuvo que ser reducido entre los dos asesinos. La madre comenzó a indagar sobre su hijo. Cuando el doctor Knox exhibió el cuerpo en clase a la mañana siguiente, muchos alumnos reconocieron a Jamie. Knox negó que fuera Jamie.
La última víctima fue Marjorie Campbell Docherty. Burke la atrajo al hostal diciendo que su madre también era una Docherty, pero no pudo matarla de inmediato debido a que los inquilinos James y Ann Gray estaban presentes. Los Gray se retiraron, pero más tarde oyeron ruidos.

## Sospechas
Al día siguiente, Ann Gray se mostró desconfiada cuando Burke no le permitió acercarse a una cama en la que había dejado unas medias. Cuando al anochecer los Gray se quedaron solos en la casa, registraron la cama y descubrieron el cuerpo de Docherty. En el camino hacia la comisaría, se toparon con McDougal, quien intentó sin éxito sobornarlos con 10 libras para que no hicieran la denuncia.
Burke y Hare retiraron el cuerpo antes de que llegara la policía. Sin embargo, durante los interrogatorios, Burke dijo que Docherty se había marchado a las 7 de la tarde, mientras que McDougal afirmó que se había ido por la noche. La policía los arrestó. Un mensaje anónimo condujo a los investigadores al despacho del doctor Knox, donde apareció el cuerpo de Docherty, que James Gray identificó. William y Margaret Hare fueron arrestados poco después. La oleada de asesinatos había durado un año.

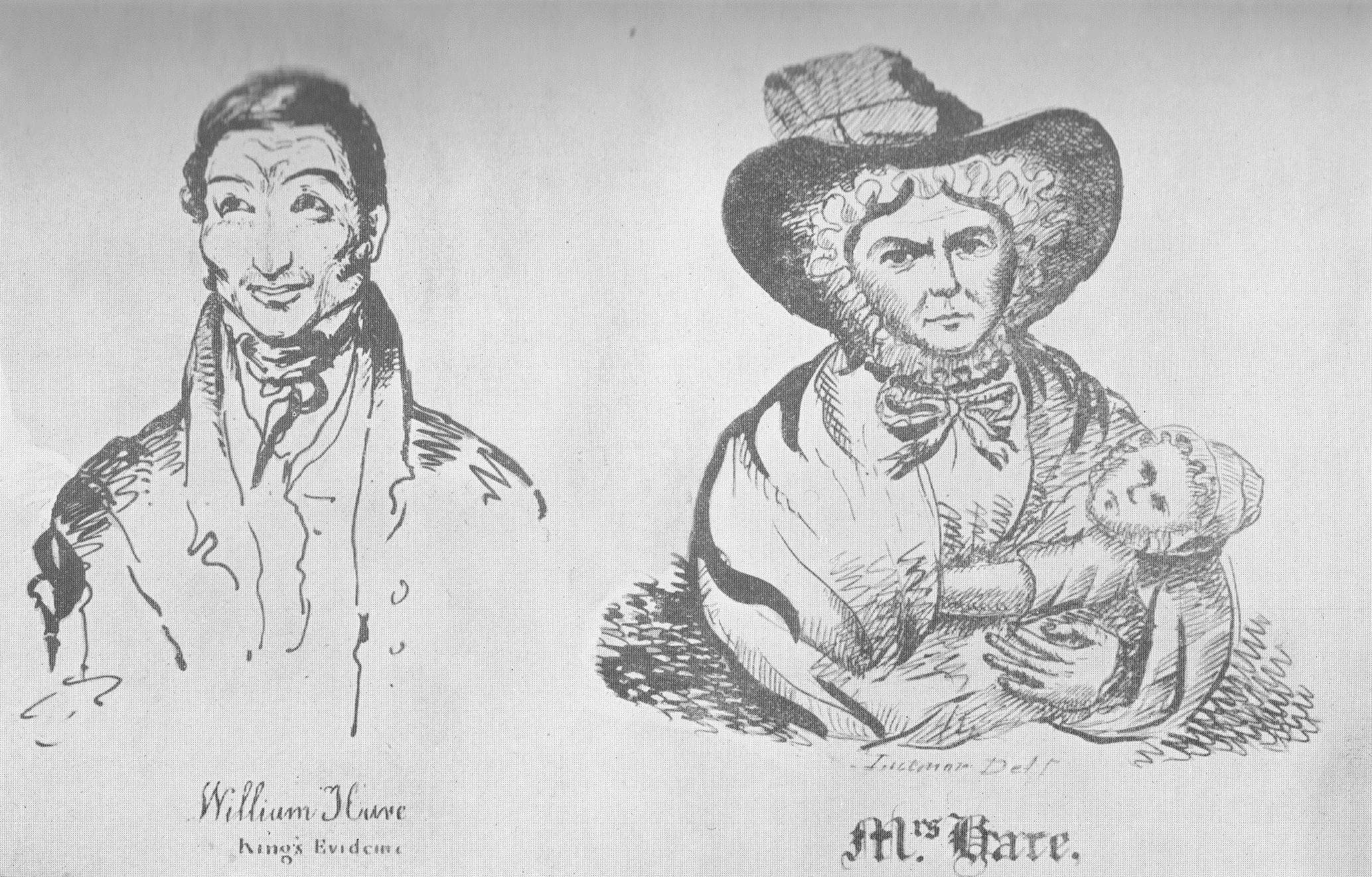
El señor y la señora Hare durante las audiencias.
El abogado de la defensa de McDougal, Henry Cockburn, argumentó que la Sra. Hare usó a su bebé y a su tos convulsiva como instrumentos para retrasar o evadir las preguntas, si era inoportuno para ella contestarlas.

Cuando un periódico edimburgués escribió sobre las desapariciones el 6 de noviembre de 1828, Janet Brown se enteró y fue a la comisaría, donde identificó la ropa de Patterson.
Las pruebas contra la pareja no eran contundentes, así que Lord Advocate Sir William Rae ofreció inmunidad a Hare si confesaba y testificaba contra Burke. El testimonio de Hare permitió la sentencia de muerte contra Burke en diciembre de 1828. Fue colgado el 28 de enero de 1829, y diseccionado públicamente en la Escuela de Medicina de Edimburgo. Su esqueleto, máscara mortuoria y los objetos hechos con su piel, se encuentran en exposición en el museo de la escuela.
McDougal fue puesta en libertad, ya que no podía probarse su participación en los crímenes. Knox no fue acusado porque Burke dijo en su confesión que no sabía nada del origen de los cadáveres. Sin embargo, el papel del médico como incentivador de 16 muertes fue un escándalo público, que afectó gravemente su imagen y prestigio.

## Consecuencias

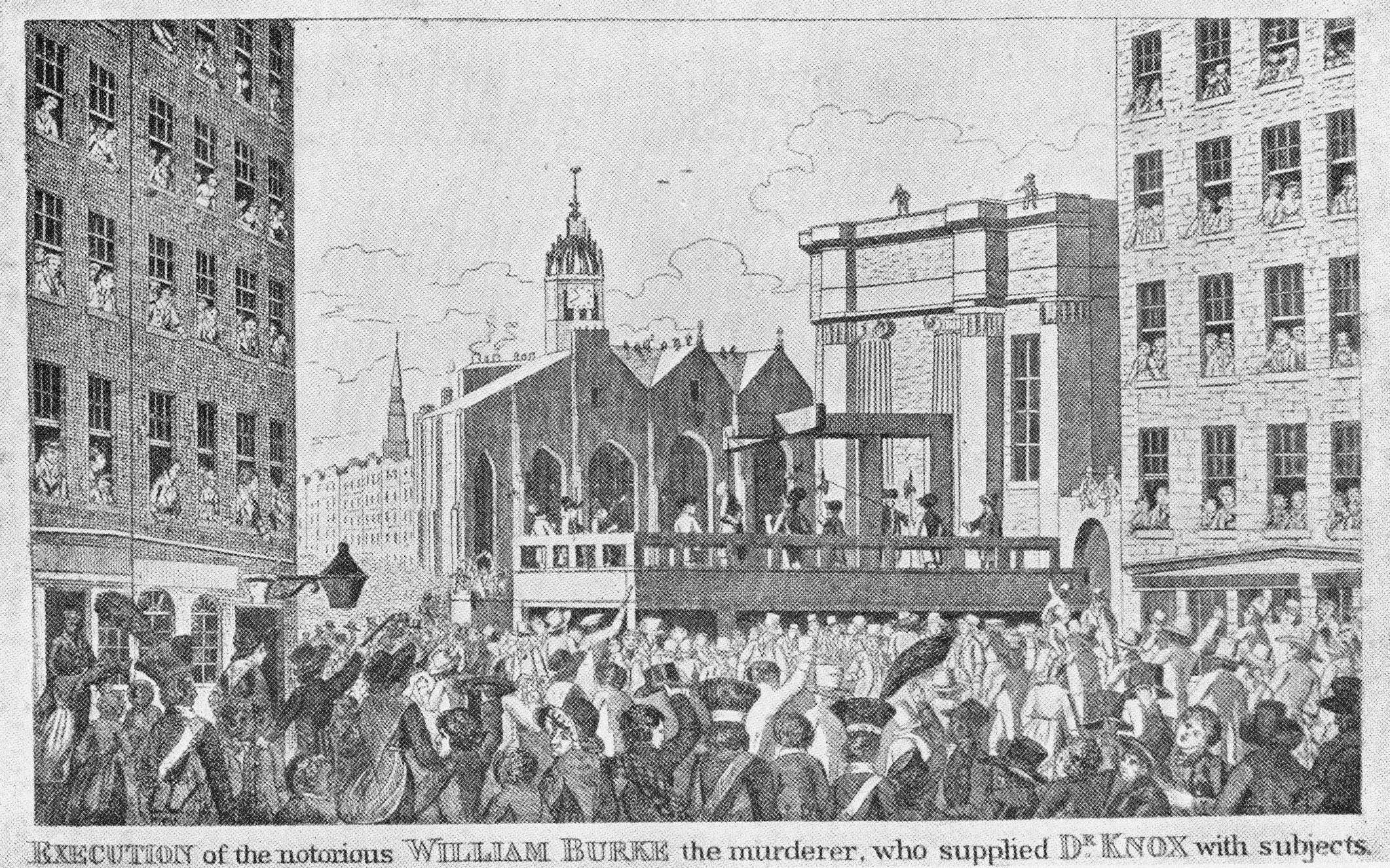
Ejecución de Burke en Lawnmarket, según un impreso contemporáneo.

McDougal regresó a su casa, pero fue atacada por una multitud furiosa. Es posible que volviera a Stirling con su familia. Se rumorea que se marchó a Australia, donde murió hacia 1868. Margaret Hare evitó el linchamiento, y regresó a Irlanda con su familia. Nunca se supo más de ella.
Hare fue puesto en libertad en febrero de 1829, y la tradición popular lo identifica con un mendigo ciego de Londres atacado por una multitud y arrojado a un pozo, si bien nada de esto está confirmado. La última vez que se lo vio fue en la ciudad inglesa de Carlisle. 
Knox mantuvo silencio sobre sus tratos con Burke y Hare, y siguió empleando a ladrones de cuerpos para sus clases de anatomía. Tras la publicación del Acta de Anatomía de 1832, su popularidad entre los alumnos disminuyó. Cuando sus solicitudes para el Colegio de Médicos de Edimburgo fueron rechazadas, se fue al Hospital de Cáncer de Londres, donde murió en 1862.
Los crímenes evidenciaron la crisis en las escuelas médicas, y llevaron a la publicación del Acta de Anatomía en 1832, expandiendo los suministros legales de cadáveres para disuadir a los criminales de tal comportamiento. La editorial del Lancet hizo responsable de los crímenes al Gobierno por la tardanza de sus medidas, y consideró en cierto modo a Burke y Hare coautores de la nueva ley por evidenciar las faltas del Gobierno tanto a la hora de suministrar cadáveres a las escuelas, como a la hora de ofrecer salidas a los necesitados.

## Pervivencia de Burke y Hare

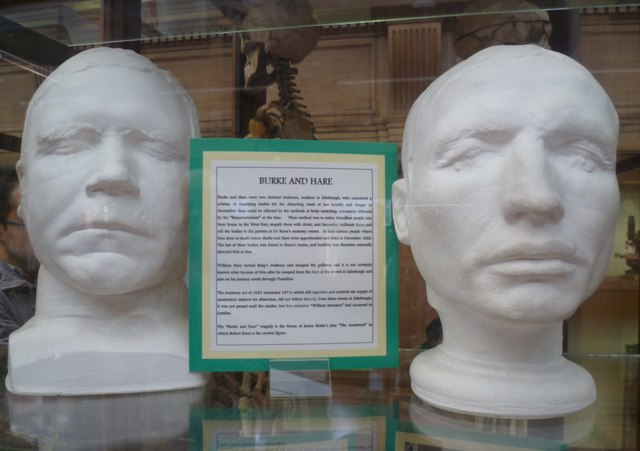
Máscara de muerte de Burke y máscara de vida de Hare, en el Museo de Anatomía de la Universidad de Edimburgo.

Marcel Schwob elaboró una biografía ficticia sobre los asesinatos en su libro de relatos Vidas imaginarias (1896), introduciendo irónicas observaciones personales, acerca de aquellos crímenes como obras de arte que perduran en los moldes que elaboraron con el rostro torcido de sus víctimas.
Los asesinatos de Burke y Hare son referenciados en el cuento de Robert Stevenson El ladrón de cadáveres, en el que dos asistentes empleados por el doctor Knox compran los cuerpos a los asesinos.
En 1945, la película El ladrón de cuerpos, dirigida por Robert Wise, es protagonizada por Bela Lugosi y Boris Karloff. Los asesinatos fueron adaptados en la película de 1948 Los crímenes de Burke y Hare, pero la censura británica la consideró inadecuada y solicitó que se eliminaran las referencias a Burke y Hare. La película fue estrenada con otros personajes y otros diálogos bajo el título La codicia de William Hart.
El guion de Dylan Thomas (1953) sobre los crímenes de Burke y Hare El doctor y los demonios cuenta la historia de los asesinatos, cambiando los nombres de los personajes. Fue estrenada en 1985 con Timothy Dalton como el doctor Rock (el equivalente de Knox) y dirigida por Freddie Francis.

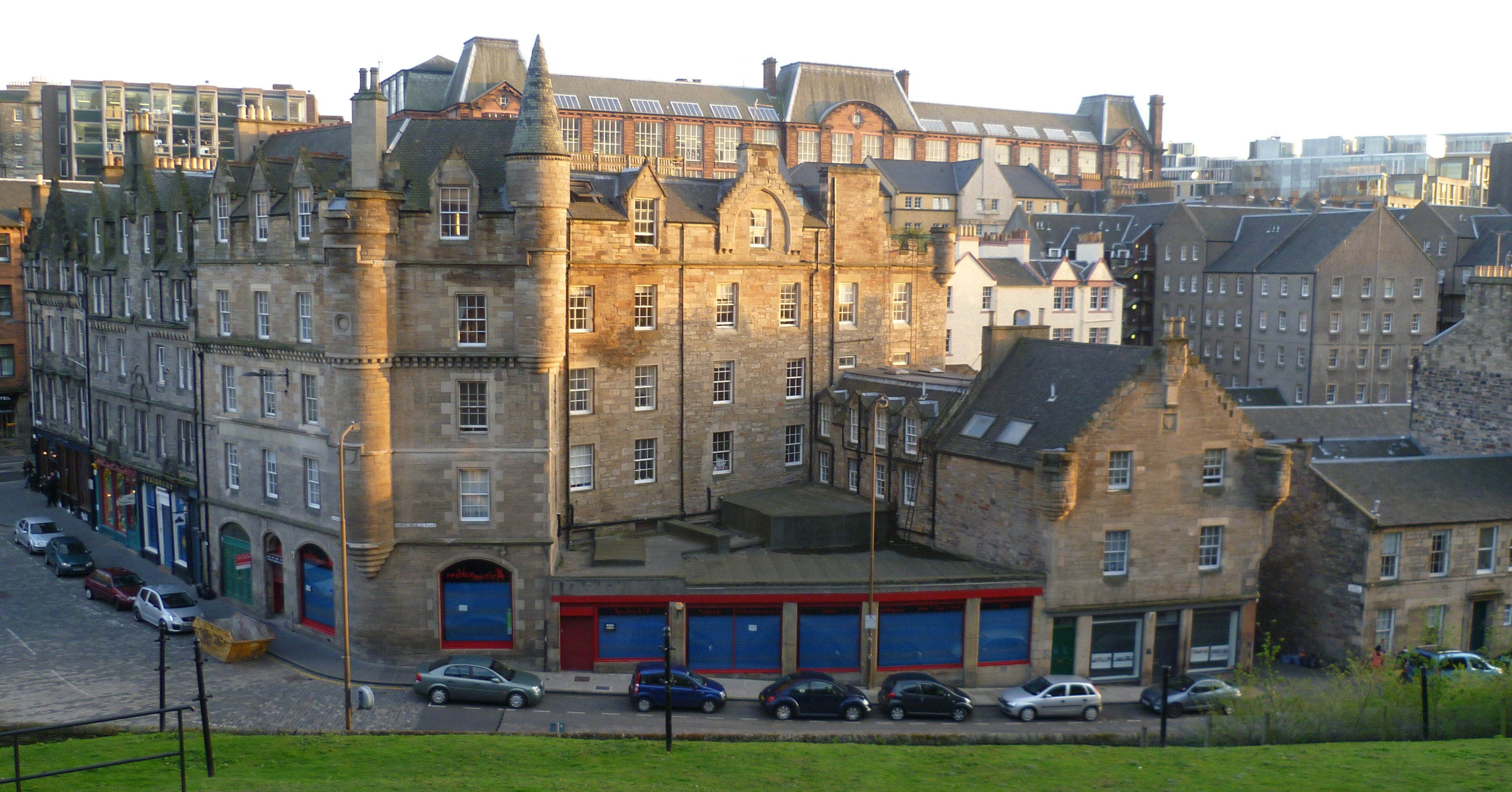
El área de West Port en 2011. Casi todos los edificios de hoy día datan del período victoriano. Tanner's Close está delante del edificio blanco en esta foto.

En La carne y los demonios (1960), Peter Cushing interpreta a Knox, Donald Pleasence a Hare y George Rose a Burke. En El anatomista (1961) Alastair Sim da vida a Knox.
El capítulo de La hora de Alfred Hitchcock del 23 de noviembre de 1964, El asunto McGregor, incluyó a Burke y Hare como personajes. Andrew Duggan interpreta a McGregor, un hombre que lleva las herramientas de Burke (Arthur Malet) y Hare (Michael Plate).
La película de 1971 El doctor Jekyll y su hermana Hyde transporta a los asesinos a la época victoriana, donde son empleados por el doctor Jekyll. Burke es interpretado por Ivor Dean y Hare por Tony Calvin.
En la película de 1972 Burke y Hare, Derren Nesbitt da vida a Burke y Glynn Edwards a Hare.

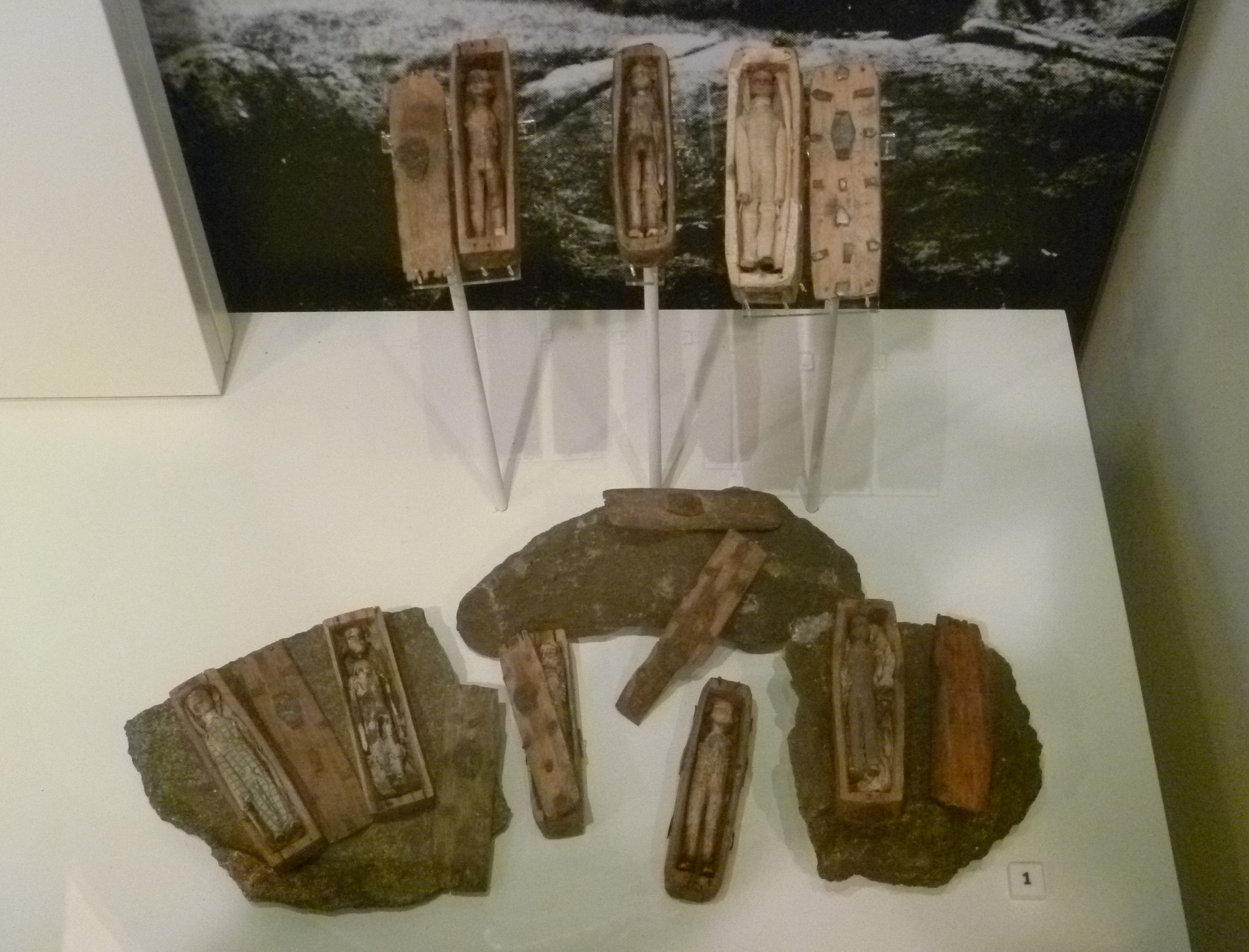
Los misteriosos pequeños ataúdes encontrados en 1836.

La producción Medicinal Purposes de la serie Doctor Who (2004) sitúa al Sexto Doctor (Colin Baker) en el escenario de los crímenes. Leslie Philips interpretaba al doctor Knox, y David Tennant al "Bobo Jamie".
La película Burke y Hare, basada en los hechos reales, comenzó a filmarse a principios de 2010, e incluye a Simon Pegg como Burke y Andy Serkis como Hare.
En 2018, bajo la producción de Amazon Prime, se estrena la segunda temporada de la serie Lore, que dedica su primer capítulo a este par de asesinos seriales.

## Adaptación cinematográfica
- 2010: Burke and Hare, de John Landis.

## Véase también

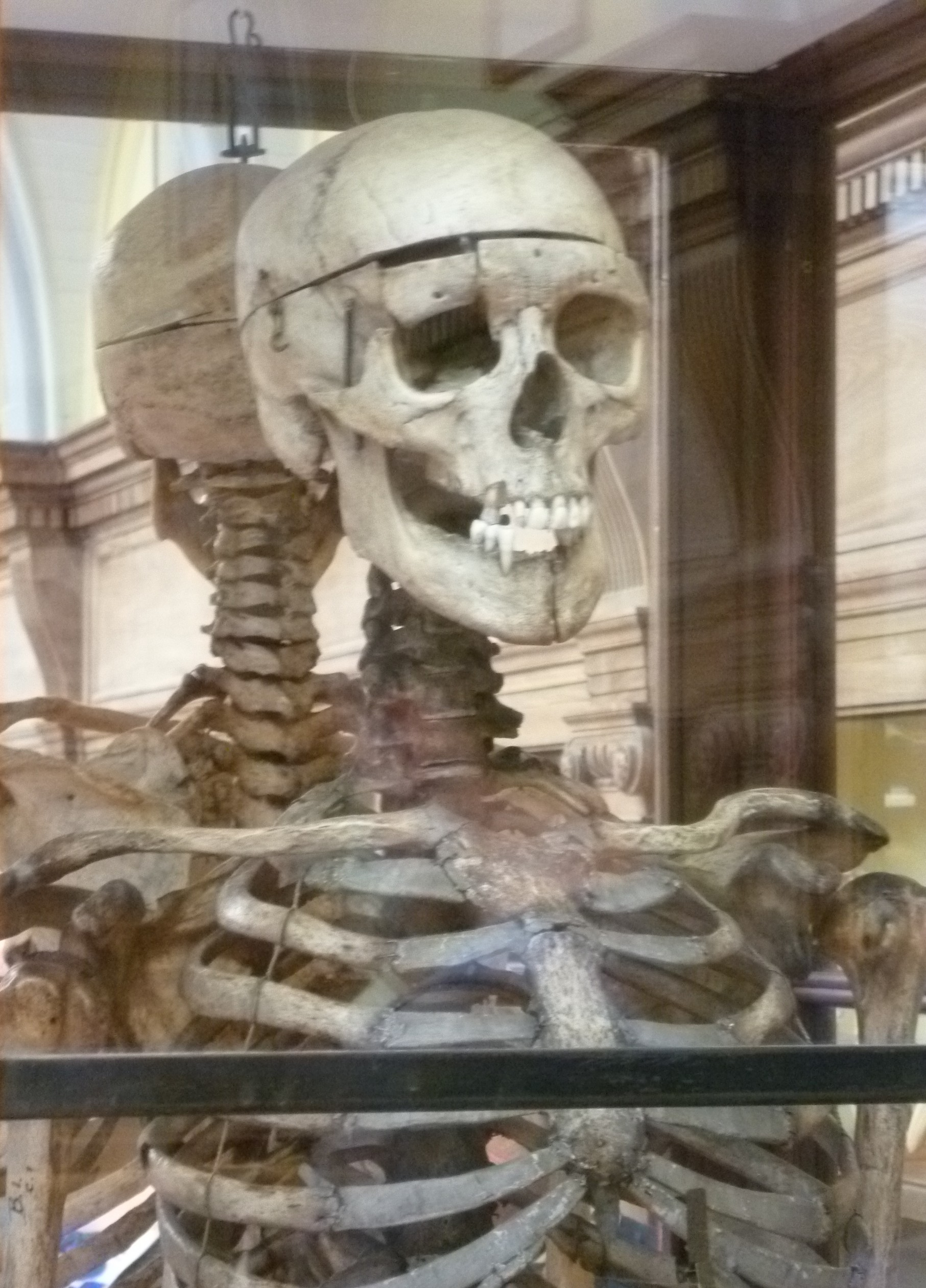
Parte del esqueleto de William Burke.